# Michael Weckler
Michael Weckler, bürgerlich: Michael von Düring-Weckler, Pseudonym: Jens Kersten, (* 26. Juli 1942 in Schweidnitz (Niederschlesien); † 10. Mai 2008 in Hamburg) war ein deutscher Schauspieler, Regisseur und Synchronsprecher.

## Leben
Michael Weckler absolvierte von 1961 bis 1963 eine Schauspielausbildung in Hamburg und hatte von 1961 bis 1974 zahlreiche Engagements an mehreren Hamburger Theatern, z. B. dem Ohnsorg-Theater, Ernst Deutsch Theater oder dem Deutschen Schauspielhaus Hamburg.
Von 1974 bis 1981 war Weckler als Regisseur und Produzent von Hörspielen bei den Labeln Phonogram/Philips und Peggy tätig. Als Sprecher wirkte er auch bei zahlreichen Produktionen der Labels Europa, Karussell, TELDEC  und Maritim mit, des Öfteren auch unter dem Pseudonym Jens Kersten. Bei einigen Hörspielproduktionen von Hans-Joachim Herwald führte gemeinsam mit diesem die Dialogregie.
Zu seinen bekanntesten Produktionen gehörte das Kinderhörspiel zur Fernsehreihe Maxifant und Minifant mit den Puppenspielern Rudolf Fischer und Wolfgang Buresch. Außerdem agierte er unter anderem als Regisseur für das auf dem Buch Bambi. Eine Lebensgeschichte aus dem Walde basierende Kinderhörspiel Bambi (1974).
Von 1976 bis 1977 hatte Weckler mit Kleiner Mann im Ohr eine eigene Fernsehserie für Kinder, in der er die Hauptrolle spielte. Er mimte darin einen geplagten Zeitgenossen, in dessen Ohr sich ein kleiner Mann eingenistet hatte. Der kleine Mann wurde von Wolfgang Buresch gesprochen, dieser war aber in der Serie selbst nicht zu sehen.
Ab 1981 war Weckler freischaffender Schauspieler, Synchronautor,  Synchronsprecher und Regisseur in Hamburg. Er ist der Vater von Saskia Weckler.

## Filmografie
- 1963: Eine dumme Sache – Party um Mitternacht
- 1969: Alma Mater
- 1975: Motiv Liebe – Heimkehr
- 1976–1977: Kleiner Mann im Ohr (Kinderserie)
- 1983: Tatort – Der Schläfer (Fernsehreihe)
- 1984: Kriegsende
- 1984: Tatort – Haie vor Helgoland
- 1991: Die Eisprinzessin
- 1994: Freunde fürs Leben
- 1996: Adelheid und ihre Mörder
- 2000: Tatort – Blaues Blut
- 2005: Die Rettungsflieger (Fernsehserie)

## Hörspiele
- 1970: Der Wildtöter, Kinderhörspiel von Konrad Halver nach James Fenimore Cooper als Chingachgook (Europa-Label)
- 1972: Maxifant und Minifant, Kinderhörspiel zur gleichnamigen Fernsehreihe
- 1974: Bambi (BASF; Peggy-LP Nr. 63 152)[8], Kinderhörspiel – Regie und Sprecher (Stimme von Gobo)